# Neustädter See (Magdeburg)
Neustädter See, Magdeburg-Neustädter See – dzielnica miasta Magdeburg w Niemczech, w kraju związkowym Saksonia-Anhalt.